# 粗鰭麗脂鯉
粗鰭麗脂鯉，為輻鰭魚綱脂鯉目脂鯉亞目脂鯉科的其中一個種，為熱帶淡水魚，分布於南美洲巴西及阿根廷淡水流域，體長可達7.8公分，棲息在底中層水域，生活習性不明。

## 扩展阅读
- 維基物種上的相關：粗鰭麗脂鯉